# Lou Diamond Phillips
Lou Diamond Phillips (Subic Bay (Filipijnen), 17 februari 1962) is een Amerikaans-Filipijns acteur van Spaanse, Schotse, Chinese, Haiwaïaanse en indiaanse afkomst.
Louis Diamond Upchurch werd geboren in 1962 op de Amerikaanse marinebasis Subic Bay op de Filipijnen, waar zijn moeder afkomstig van is. Zijn vader Upchurch, een Amerikaans marinier, stierf toen Lou Diamond een jaar was. Zijn moeder hertrouwde met een andere Amerikaanse militair, waardoor Lou Diamonds familienaam veranderde in Phillips. Hij zat in zijn middelbareschoolperiode op Flour Bluff High School, maar hij kreeg ook regelmatig les aan Del Mar College in Corpus Christi, een plaats in Texas. Hij speelde veel sporten op Flour Bluff High School, waaronder football, honkbal en basketbal. Philips bleek een artistiek talent te zijn en illustreerde het jaarboek van de school.
Phillips werkte als assistent-directeur en instructeur aan de Universiteit van Texas in Arlington, waar hij daarvoor drama studeerde. Later studeerde hij filmacteertechnieken.
In 1986 speelde hij in zijn eerste lowbudgetfilm, genaamd Trespasses. Tijdens de productie van de film ontmoette hij Julie Cypher, een assistent-regisseur. Met haar zou hij op 17 september 1986 trouwen. Vier jaar later scheidde het paar weer, waarna Cypher een relatie begon met de Amerikaanse zangeres Melissa Etheridge. Later trouwde hij met model Kelly Preston (niet te verwarren met de overleden vrouw van John Travolta). Samen kregen ze een tweeling, twee meisjes. In 2007 ging het paar uit elkaar. Vanaf augustus 2007 is hij getrouwd met Yvonne Boismier. Samen hebben ze een dochter met de naam Indigo Sanara.
In 1987 speelde hij in de videoclip van Michael Jacksons liedje Liberian Girl. Philips' grote doorbraak kwam toen hij een hoofdrol kreeg in de film La Bamba uit 1987, als de rocker Ritchie Valens. Alhoewel die rol hem veel positieve reacties van critici opleverde kostte het hem veel moeite opnieuw een hoofdrol in een grote Hollywoodfilm te krijgen. In 1988 kwam de high-schooldramafilm Stand and Deliver uit, waarin hij samen met Edward James Olmos speelde. Deze film werd een jaar voor La Bamba opgenomen maar kwam juist een jaar later uit. Voor Stand and Deliver werd hij genomineerd voor een Golden Globe voor beste mannelijke bijrol.
In 1988 en 1990 speelde hij samen met Emilio Estevez en Kiefer Sutherland in de cowboyfilms Young Guns en het vervolg Young Guns II. Philips raakte bevriend met Kiefer Sutherland, mogelijk dat hij daardoor in het eerste seizoen van 24 in 2002 een klein rolletje als bewaker van een geheime ondergrondse gevangenis kreeg.
Na Young Guns speelde hij onder andere in Sioux City (1994), Courage Under Fire (1996), de flop Supernova (2000) en in Hollywood Homicide. In 2005, 2006 en 2007 speelde hij in totaal in vijf afleveringen van de televisieserie Numb3ers de rol van agent Ian Edgerton.
Phillips speelt poker in de World Poker Tour.
Op 11 augustus 2006 werd Philips gearresteerd vanwege huiselijk geweld na een conflict met zijn vriendin Yvonne Boismier. De rechter besloot dat hij voor drie jaar onder toezicht wordt gehouden.
Phillips speelt in 2009 in verschillende films en ook in de televisieserie Stargate Universe (een spin-off van de serie Stargate SG-1) Ook voor 2010 staan er verschillende films op zijn lijst.

## Filmografie
- Prodigal Son (2019-) (televisie)  (als Gil Arroyo)
- Longmire  (2012-2016)  (televisie)  (als Henry Standing Bear)
- The Night Stalker (2016) (als Richard Ramirez)
- Elena of Avalor (2016) (televisie) (als Victor Delgado)
- Blindspot (2015) (televisie) (als Saúl Guerrero)
- Sky (2015) (als Trucker Duane)
- The 33 (2015) (als Don Lucho)
- Pariah (2015) (als Wade)
- The Wisdom to Know the Difference (2014) (als Carlos)
- Sequoia (2014) (als Colin)
- Sanitarium  (2013)  (als James Silo)
- Filly Brown  (2012) (als Jose Tonorio)
- Stargate Universe (televisie) (2009) (als Kolonel Telford)
- The Conjuring (2007)
- Fingerprints (2007)
- AquaMan (2006) (nooit uitgezonden pilot)
- NUMB3RS (televisie) (2005-)
- Law & Order: Special Victims Unit (televisie) (2006)
- Striking Range (2006) (oorspronkelijke titel Bloodlines)
- The Triangle (televisie) (2005)
- Alien Express (televisie) (2005)
- Murder at the Presidio (televisie) (2005)
- The Trail to Hope Rose (televisie) (2004)
- Gone But Not Forgiven (televisie) (2004)
- K10C: Kids' Ten Commandments (televisie) (2003)
- Red Water (televisie) (2003)
- Hollywood Homicide (2003)
- Absolon (2003)
- Malevolent (2002)
- Stark Raving Mad (2002)
- Lone Hero (2002)
- 24 (2002)
- Hangman (2001)
- Wolf Lake (2001) (televisieserie)
- Knight Club (2001)
- Route 666 (2001)
- Supernova (2000)
- A Better Way to Die (2000)
- Picking Up the Pieces (2000)
- In a Class of His Own (televisie) (1999)
- Bats (1999)
- Orion Scope: The Grip of Christ (televisie) (1999)
- Brokedown Palace (1999)
- The Big Hit (1998)
- Courage Under Fire (1996)
- Undertow (1996)
- The Wharf Rat (televisie) (1995)
- Override (televisie) (1994)
- Teresa's Tattoo (1994)
- Boulevard (1994)
- Sioux City (1994)
- Dangerous Touch (1994)
- Wind in the Wire (1993)
- Extreme Justice (1993)
- Shadow of the Wolf (1992)
- Avenue Z Afternoon (1991) (televisieserie)
- Ambition (1991)
- The Dark Wind (1991)
- Harley (1990)
- The First Power (1990)
- A Show of Force (1990)
- Young Guns II (1990)
- Renegades (1989)
- Disorganized Crime (1989)
- Young Guns (1988)
- Stand and Deliver (1988)
- Dakota (1988)
- Miami Vice (1987) (televisie, afl. "Red Tape")
- The Three Kings (televisie) (1987)
- La Bamba (1987)
- Trespasses (1986)
- Interface (1984)